# Le Prince Lutin

Le Prince Lutin est un conte écrit par Madame d'Aulnoy et publié dans le recueil Les Contes des Fées en 1698.

## Historique
Le jeune Léandre est changé en lutin par la fée Gentille, et se voit remettre un chapeau qui le rend invisible. Cela lui permet d'approcher la princesse dont il est amoureux.